# Aktynolizat
Aktynolizat – antygenowy preparat otrzymywany z mikroorganizmów należących do rzędu promieniowców, z rodzaju Actinomyces.
Aktynolizat stosowany jest przy odczynach serologicznych, odczynach alergicznych oraz w diagnostyce w przypadku przewlekłej chorobie promienicy.